# Філіппо Прато
Філіппо Прато (італ. Filippo Prato, 11 лютого 1910, Турин — 1 квітня 1980) — італійський футболіст, що грав на позиції півзахисника. По завершенні ігрової кар'єри — тренер.
Виступав, зокрема, за клуби «Торіно» та «Наполі».
Володар Кубка Італії.

## Ігрова кар'єра
Виступав за команду «Уніка Торино» до 1930 року, коли приєднався до основного складу клубу «Торіно». Відіграв за туринську команду наступні сім сезонів своєї ігрової кар'єри. Був надійним у обороні, але в той же час був майстром підключень до атак і їх завершень, про що свідчить досить висока результативність як для півзахисника того часу.
У розіграші 1935/36 виборов титул володаря Кубка Італії. У фіналі «Торіно» переміг «Алессандрію» з рахунком 5:1. Того ж року команда посіла третє місце в чемпіонаті, а також дебютувала в Кубку Мітропи. У розіграші Кубка Мітропи 1936 «Торіно» стартував з кваліфікаційного раунду, в якому зустрічався з швейцарським клубом «Берн». Італійська команда двічі розгромно перемогла — 4:1 і 7:1. В наступному раунді «Торіно» зустрічався з угорським «Уйпештом». В домашньому матчі команда Бальді перемогла з рахунком 2:0, але у матчі-відповіді поступилась 0:5.
Наступного сезону у складі команди «Торіно» Бальді знову став третім призером чемпіонату. А по його завершенні 1937 року уклав контракт з клубом «Наполі», у складі якого провів наступні три роки своєї кар'єри гравця. Граючи у складі «Наполі» також виходив на поле в основному складі команди. Найвищого результату з командою досягнув 1939 року — 5-те місце чемпіонату.
Згодом з 1940 по 1946 рік грав у складі команд «Баратта Баттіпалья», «Сеттімо» та «Браїдезе». Завершив ігрову кар'єру у команді «Б'єллезе», за яку виступав протягом 1946—1947 років.

## Кар'єра тренера
Розпочав тренерську кар'єру, ще продовжуючи грати на полі, 1940 року, очоливши тренерський штаб клубу «Баратта Баттіпалья». Досвід тренерської роботи обмежився цим клубом.
Помер 1 квітня 1980 року на 71-му році життя.

## Статистика виступів

### Статистика виступів у кубку Мітропи
| №                      | Розіграш               | Стадія                 | Дата та місце проведення | Команда 1              | Рахунок | Команда 2 | Голи |
| ---------------------- | ---------------------- | ---------------------- | ------------------------ | ---------------------- | ------- | --------- | ---- |
| 1                      | 1936                   | кв. раунд              | 07.06.1936 Берн          | Берн                   | 1:4     | Торіно    |      |
| 2                      | 1936                   | кв. раунд              | 14.06.1936 Турин         | Торіно                 | 7:1     | Берн      |      |
| 3                      | 1936                   | 1/8                    | 21.06.1936 Турин         | Торіно                 | 2:0     | Уйпешт    |      |
| 4                      | 1936                   | 1/8                    | 26.06.1936 Будапешт      | Уйпешт                 | 5:0     | Торіно    |      |
| Всього у кубку Мітропи | Всього у кубку Мітропи | Всього у кубку Мітропи | Всього у кубку Мітропи   | Всього у кубку Мітропи | 4       |           | 0    |

## Титули і досягнення
- Володар Кубка Італії (1):

«Торіно»: 1935–1936
- Бронзовий призер чемпіонату Італії (2):

«Торіно»: 1935-1936,  1936-1937